# Cadel Evans Great Ocean Road Race 2023
La 7e édition de la Cadel Evans Great Ocean Road Race a lieu le 29 janvier 2023, sur un parcours de 176 kilomètres autour de Geelong, en Australie. Elle fait partie du calendrier UCI World Tour 2023 en catégorie 1.UWT et constitue sa deuxième épreuve, une semaine après la fin du Tour Down Under.
Les éditions 2021 et 2022 avaient été annulées en raison de la pandémie de Covid-19.

## Présentation

### Parcours
Partant de Geelong, la course rejoint puis longe l'océan indien et le détroit de Bass en traversant la ville de Torquay pour revenir dans la ville de départ où se situe le circuit local. La ligne d'arrivée est franchie une première fois après 108 km. Les coureurs parcourent alors quatre fois le circuit local long de 17 km et comprenant la côte de Challambra Crescent (1,3 km à une moyenne de 7,9 %) dont le dernier passage se situe à 9 kilomètres de l'arrivée.

### Équipes
Quatorze équipes sont au départ de la course : onze WorldTeams, deux ProTeams et une équipe nationale. 
| WorldTeams (11)- AG2R Citroën Team - Arkéa-Samsic - Bora-Hansgrohe - EF Education-EasyPost - Ineos Grenadiers - Intermarché-Circus-Wanty - Soudal Quick-Step - Team Jayco AlUla - Team DSM - Trek-Segafredo - UAE Team Emirates ProTeams (2)- Israel-Premier Tech - Bolton Equities Black Spoke Pro Cycling Équipe nationale sponsorisée- UniSA-Australia |
| |

## Classements

### Classement de la course
| \| Classement général \| Classement général \| Classement général \| Classement général \| Classement général \| \| Coureur \| Coureur \| Pays \| Équipe \| Temps \| \| ------------------ \| ------------------ \| ------------------ \| --------------------------------------- \| ------------------ \| \| 1er \| Marius Mayrhofer \| Allemagne \| Team DSM \| 4 h 15 min 11 s \| \| 2e \| Hugo Page \| France \| Intermarché-Circus-Wanty \| + 0 s \| \| 3e \| Simon Clarke \| Australie \| Israel-Premier Tech \| + 0 s \| \| 4e \| Michael Matthews \| Australie \| Team Jayco AlUla \| + 0 s \| \| 5e \| Corbin Strong \| Nouvelle-Zélande \| Israel-Premier Tech \| + 0 s \| \| 6e \| Caleb Ewan \| Australie \| UniSA-Australia \| + 0 s \| \| 7e \| Dion Smith \| Nouvelle-Zélande \| Intermarché-Circus-Wanty \| + 0 s \| \| 8e \| Marc Hirschi \| Suisse \| UAE Team Emirates \| + 0 s \| \| 9e \| George Bennett \| Nouvelle-Zélande \| UAE Team Emirates \| + 0 s \| \| 10e \| Sean Quinn \| États-Unis \| EF Education-EasyPost \| + 0 s \| \| 11e \| Kévin Ledanois \| France \| Arkéa-Samsic \| + 0 s \| \| 12e \| Aaron Gate \| Nouvelle-Zélande \| Bolton Equities Black Spoke Pro Cycling \| + 0 s \| \| 13e \| Natnael Tesfatsion \| Érythrée \| Trek-Segafredo \| + 0 s \| \| 14e \| Mauro Schmid \| Suisse \| Soudal Quick-Step \| + 0 s \| \| 15e \| Luke Plapp \| Australie \| Ineos Grenadiers \| + 0 s \| |                    |                  |                                         |                 |
| |                    |                  |                                         |                 |
| Source : ProCyclingStats |                    |                  |                                         |                 |
| Classement général |                    |                  |                                         |                 |
| Coureur | Coureur            | Pays             | Équipe                                  | Temps           |
| 1er | Marius Mayrhofer   | Allemagne        | Team DSM                                | 4 h 15 min 11 s |
| 2e | Hugo Page          | France           | Intermarché-Circus-Wanty                | + 0 s           |
| 3e | Simon Clarke       | Australie        | Israel-Premier Tech                     | + 0 s           |
| 4e | Michael Matthews   | Australie        | Team Jayco AlUla                        | + 0 s           |
| 5e | Corbin Strong      | Nouvelle-Zélande | Israel-Premier Tech                     | + 0 s           |
| 6e | Caleb Ewan         | Australie        | UniSA-Australia                         | + 0 s           |
| 7e | Dion Smith         | Nouvelle-Zélande | Intermarché-Circus-Wanty                | + 0 s           |
| 8e | Marc Hirschi       | Suisse           | UAE Team Emirates                       | + 0 s           |
| 9e | George Bennett     | Nouvelle-Zélande | UAE Team Emirates                       | + 0 s           |
| 10e | Sean Quinn         | États-Unis       | EF Education-EasyPost                   | + 0 s           |
| 11e | Kévin Ledanois     | France           | Arkéa-Samsic                            | + 0 s           |
| 12e | Aaron Gate         | Nouvelle-Zélande | Bolton Equities Black Spoke Pro Cycling | + 0 s           |
| 13e | Natnael Tesfatsion | Érythrée         | Trek-Segafredo                          | + 0 s           |
| 14e | Mauro Schmid       | Suisse           | Soudal Quick-Step                       | + 0 s           |
| 15e | Luke Plapp         | Australie        | Ineos Grenadiers                        | + 0 s           |

### Classements UCI
La course attribue des points au Classement mondial UCI 2023 selon le barème suivant.
| Position           | 1er | 2e  | 3e  | 4e  | 5e  | 6e  | 7e | 8e | 9e | 10e | 11e | 12e | 13e | 14e | 15e à 20e | 21e à 30e | 31e à 50e | 51e à 55e | 56e à 60e |
| Classement général | 300 | 250 | 215 | 175 | 120 | 115 | 95 | 75 | 60 | 50  | 40  | 35  | 30  | 25  | 20        | 12        | 5         | 2         | 1         |

## Liste des participants
| Soudal Quick-Step SOQ | Soudal Quick-Step SOQ | Soudal Quick-Step SOQ |
| --------------------- | --------------------- | --------------------- |
| Num                   | Coureur               | Pos                   |
| 1                     | Mattia Cattaneo (ITA) | AB                    |
| 2                     | Stan Van Tricht (BEL) | 44e                   |
| 3                     | Dries Devenyns (BEL)  | 83e                   |
| 4                     | James Knox (GBR)      | 61e                   |
| 5                     | Mauro Schmid (SUI)    | 14e                   |
| 6                     | Jannik Steimle (GER)  | 38e                   |
| 7                     | Martin Svrček (SVK)   | AB                    |

| AG2R Citroën Team ACT | AG2R Citroën Team ACT | AG2R Citroën Team ACT |
| --------------------- | --------------------- | --------------------- |
| Num                   | Coureur               | Pos                   |
| 11                    | Ben O'Connor (AUS)    | 46e                   |
| 12                    | Alex Baudin (FRA)     | 45e                   |
| 13                    | Dorian Godon (FRA)    | 52e                   |
| 14                    | Paul Lapeira (FRA)    | 27e                   |
| 15                    | Nans Peters (FRA)     | 35e                   |
| 16                    | Michael Schär (SUI)   | 39e                   |
| 17                    | Damien Touzé (FRA)    | 25e                   |

| Bora-Hansgrohe BOH | Bora-Hansgrohe BOH          | Bora-Hansgrohe BOH |
| ------------------ | --------------------------- | ------------------ |
| Num                | Coureur                     | Pos                |
| 21                 | Shane Archbold (NZL)        | AB                 |
| 22                 | Marco Haller (AUT)          | 22e                |
| 23                 | Jai Hindley (AUS)           | 32e                |
| 24                 | Luis-Joe Lührs (GER)        | AB                 |
| 25                 | Jordi Meeus (BEL)           | 41e                |
| 26                 | Maximilian Schachmann (GER) | 18e                |
| 27                 | Giovanni Aleotti (ITA)      | 53e                |

| EF Education-EasyPost EFE | EF Education-EasyPost EFE | EF Education-EasyPost EFE |
| ------------------------- | ------------------------- | ------------------------- |
| Num                       | Coureur                   | Pos                       |
| 31                        | Alberto Bettiol (ITA)     | 31e                       |
| 32                        | Mikkel Honoré (DEN)       | 17e                       |
| 33                        | Jens Keukeleire (BEL)     | 34e                       |
| 34                        | Sean Quinn (USA)          | 10e                       |
| 35                        | Jonas Rutsch (GER)        | 56e                       |
| 36                        | Thomas Scully (NZL)       | AB                        |
| 37                        | Łukasz Wiśniowski (POL)   | AB                        |

| Ineos Grenadiers IGD | Ineos Grenadiers IGD     | Ineos Grenadiers IGD |
| -------------------- | ------------------------ | -------------------- |
| Num                  | Coureur                  | Pos                  |
| 41                   | Ethan Hayter (GBR)       | 82e                  |
| 42                   | Leo Hayter (GBR)         | 65e                  |
| 43                   | Kim Heiduk (GER)         | 71e                  |
| 44                   | Luke Plapp (AUS) (route) | 15e                  |
| 45                   | Magnus Sheffield (USA)   | AB                   |
| 46                   | Ben Swift (GBR)          | 57e                  |
| 47                   | Cameron Wurf (AUS)       | AB                   |

| Intermarché-Circus-Wanty ICW | Intermarché-Circus-Wanty ICW | Intermarché-Circus-Wanty ICW |
| ---------------------------- | ---------------------------- | ---------------------------- |
| Num                          | Coureur                      | Pos                          |
| 51                           | Sven Erik Bystrøm (NOR)      | 24e                          |
| 52                           | Julius Johansen (DEN)        | 76e                          |
| 53                           | Hugo Page (FRA)              | 2e                           |
| 54                           | Gerben Thijssen (BEL)        | 81e                          |
| 55                           | Taco van der Hoorn (NED)     | 79e                          |
| 56                           | Boy van Poppel (NED)         | 74e                          |
| 57                           | Dion Smith (NZL)             | 7e                           |

| UAE Team Emirates UAD | UAE Team Emirates UAD   | UAE Team Emirates UAD |
| --------------------- | ----------------------- | --------------------- |
| Num                   | Coureur                 | Pos                   |
| 61                    | Sjoerd Bax (NED)        | 49e                   |
| 62                    | George Bennett (NZL)    | 9e                    |
| 63                    | Alessandro Covi (ITA)   | 42e                   |
| 64                    | Finn Fisher-Black (NZL) | 37e                   |
| 65                    | Marc Hirschi (SUI)      | 8e                    |
| 66                    | Jay Vine (AUS)          | 28e                   |
| 67                    | Michael Vink (NZL)      | AB                    |

| Arkéa-Samsic ARK | Arkéa-Samsic ARK       | Arkéa-Samsic ARK |
| ---------------- | ---------------------- | ---------------- |
| Num              | Coureur                | Pos              |
| 71               | Élie Gesbert (FRA)     | 23e              |
| 72               | Mathis Le Berre (FRA)  | 66e              |
| 73               | Alessandro Verre (ITA) | 54e              |
| 74               | Ewen Costiou (FRA)     | 70e              |
| 75               | Hugo Hofstetter (FRA)  | 60e              |
| 76               | Łukasz Owsian (POL)    | 55e              |
| 77               | Kévin Ledanois (FRA)   | 11e              |

| Team Jayco AlUla JAY | Team Jayco AlUla JAY   | Team Jayco AlUla JAY |
| -------------------- | ---------------------- | -------------------- |
| Num                  | Coureur                | Pos                  |
| 81                   | Luke Durbridge (AUS)   | 72e                  |
| 82                   | Lucas Hamilton (AUS)   | 36e                  |
| 83                   | Michael Hepburn (AUS)  | 73e                  |
| 84                   | Campbell Stewart (NZL) | AB                   |
| 85                   | Kelland O'Brien (AUS)  | 21e                  |
| 86                   | Michael Matthews (AUS) | 4e                   |
| 87                   | Simon Yates (GBR)      | 47e                  |

| Team DSM DSM | Team DSM DSM           | Team DSM DSM |
| ------------ | ---------------------- | ------------ |
| Num          | Coureur                | Pos          |
| 92           | Matthew Dinham (AUS)   | 30e          |
| 93           | Chris Hamilton (AUS)   | 51e          |
| 94           | Marius Mayrhofer (GER) | 1er          |
| 95           | Romain Combaud (FRA)   | 59e          |
| 96           | Tim Naberman (NED)     | 77e          |
| 97           | Martijn Tusveld (NED)  | 58e          |

| Trek-Segafredo TFS | Trek-Segafredo TFS       | Trek-Segafredo TFS |
| ------------------ | ------------------------ | ------------------ |
| Num                | Coureur                  | Pos                |
| 101                | Filippo Baroncini (ITA)  | 40e                |
| 102                | Marc Brustenga (ESP)     | NP                 |
| 103                | Tony Gallopin (FRA)      | 19e                |
| 104                | Asbjørn Hellemose (DEN)  | NP                 |
| 105                | Emīls Liepiņš (LAT)      | 67e                |
| 106                | Natnael Tesfatsion (ERI) | 13e                |
| 107                | Antonio Tiberi (ITA)     | 16e                |

| Israel-Premier Tech IPT | Israel-Premier Tech IPT  | Israel-Premier Tech IPT |
| ----------------------- | ------------------------ | ----------------------- |
| Num                     | Coureur                  | Pos                     |
| 111                     | Daryl Impey (RSA)        | 26e                     |
| 112                     | Corbin Strong (NZL)      | 5e                      |
| 113                     | Simon Clarke (AUS)       | 3e                      |
| 114                     | Taj Jones (AUS)          | 80e                     |
| 115                     | Sebastian Berwick (AUS)  | 33e                     |
| 116                     | Christopher Froome (GBR) | AB                      |
| 117                     | Derek Gee (CAN)          | 62e                     |

| Bolton Equities Black Spoke Pro Cycling BEB | Bolton Equities Black Spoke Pro Cycling BEB | Bolton Equities Black Spoke Pro Cycling BEB |
| ------------------------------------------- | ------------------------------------------- | ------------------------------------------- |
| Num                                         | Coureur                                     | Pos                                         |
| 121                                         | James Fouché (NZL) (route)                  | 20e                                         |
| 122                                         | James Oram (NZL)                            | 29e                                         |
| 123                                         | Logan Currie (NZL)                          | 43e                                         |
| 124                                         | Luke Mudgway (NZL)                          | 78e                                         |
| 125                                         | Tom Sexton (NZL)                            | 68e                                         |
| 126                                         | George Jackson (NZL)                        | AB                                          |
| 127                                         | Aaron Gate (NZL)                            | 12e                                         |

| UniSA-Australia AUS | UniSA-Australia AUS   | UniSA-Australia AUS |
| ------------------- | --------------------- | ------------------- |
| Num                 | Coureur               | Pos                 |
| 131                 | Caleb Ewan (AUS)      | 6e                  |
| 132                 | Jarrad Drizners (AUS) | 63e                 |
| 133                 | Zac Marriage (AUS)    | 75e                 |
| 134                 | Liam Walsh (AUS)      | 48e                 |
| 135                 | Kane Richards (AUS)   | 64e                 |
| 136                 | Declan Trezise (AUS)  | 69e                 |
| 137                 | Elliot Schultz (AUS)  | 50e                 |

| Soudal Quick-Step SOQ | Soudal Quick-Step SOQ | Soudal Quick-Step SOQ |
| --------------------- | --------------------- | --------------------- |
| Num                   | Coureur               | Pos                   |
| 1                     | Mattia Cattaneo (ITA) | AB                    |
| 2                     | Stan Van Tricht (BEL) | 44e                   |
| 3                     | Dries Devenyns (BEL)  | 83e                   |
| 4                     | James Knox (GBR)      | 61e                   |
| 5                     | Mauro Schmid (SUI)    | 14e                   |
| 6                     | Jannik Steimle (GER)  | 38e                   |
| 7                     | Martin Svrček (SVK)   | AB                    |

| AG2R Citroën Team ACT | AG2R Citroën Team ACT | AG2R Citroën Team ACT |
| --------------------- | --------------------- | --------------------- |
| Num                   | Coureur               | Pos                   |
| 11                    | Ben O'Connor (AUS)    | 46e                   |
| 12                    | Alex Baudin (FRA)     | 45e                   |
| 13                    | Dorian Godon (FRA)    | 52e                   |
| 14                    | Paul Lapeira (FRA)    | 27e                   |
| 15                    | Nans Peters (FRA)     | 35e                   |
| 16                    | Michael Schär (SUI)   | 39e                   |
| 17                    | Damien Touzé (FRA)    | 25e                   |

| Bora-Hansgrohe BOH | Bora-Hansgrohe BOH          | Bora-Hansgrohe BOH |
| ------------------ | --------------------------- | ------------------ |
| Num                | Coureur                     | Pos                |
| 21                 | Shane Archbold (NZL)        | AB                 |
| 22                 | Marco Haller (AUT)          | 22e                |
| 23                 | Jai Hindley (AUS)           | 32e                |
| 24                 | Luis-Joe Lührs (GER)        | AB                 |
| 25                 | Jordi Meeus (BEL)           | 41e                |
| 26                 | Maximilian Schachmann (GER) | 18e                |
| 27                 | Giovanni Aleotti (ITA)      | 53e                |

| EF Education-EasyPost EFE | EF Education-EasyPost EFE | EF Education-EasyPost EFE |
| ------------------------- | ------------------------- | ------------------------- |
| Num                       | Coureur                   | Pos                       |
| 31                        | Alberto Bettiol (ITA)     | 31e                       |
| 32                        | Mikkel Honoré (DEN)       | 17e                       |
| 33                        | Jens Keukeleire (BEL)     | 34e                       |
| 34                        | Sean Quinn (USA)          | 10e                       |
| 35                        | Jonas Rutsch (GER)        | 56e                       |
| 36                        | Thomas Scully (NZL)       | AB                        |
| 37                        | Łukasz Wiśniowski (POL)   | AB                        |

| Ineos Grenadiers IGD | Ineos Grenadiers IGD     | Ineos Grenadiers IGD |
| -------------------- | ------------------------ | -------------------- |
| Num                  | Coureur                  | Pos                  |
| 41                   | Ethan Hayter (GBR)       | 82e                  |
| 42                   | Leo Hayter (GBR)         | 65e                  |
| 43                   | Kim Heiduk (GER)         | 71e                  |
| 44                   | Luke Plapp (AUS) (route) | 15e                  |
| 45                   | Magnus Sheffield (USA)   | AB                   |
| 46                   | Ben Swift (GBR)          | 57e                  |
| 47                   | Cameron Wurf (AUS)       | AB                   |

| Intermarché-Circus-Wanty ICW | Intermarché-Circus-Wanty ICW | Intermarché-Circus-Wanty ICW |
| ---------------------------- | ---------------------------- | ---------------------------- |
| Num                          | Coureur                      | Pos                          |
| 51                           | Sven Erik Bystrøm (NOR)      | 24e                          |
| 52                           | Julius Johansen (DEN)        | 76e                          |
| 53                           | Hugo Page (FRA)              | 2e                           |
| 54                           | Gerben Thijssen (BEL)        | 81e                          |
| 55                           | Taco van der Hoorn (NED)     | 79e                          |
| 56                           | Boy van Poppel (NED)         | 74e                          |
| 57                           | Dion Smith (NZL)             | 7e                           |

| UAE Team Emirates UAD | UAE Team Emirates UAD   | UAE Team Emirates UAD |
| --------------------- | ----------------------- | --------------------- |
| Num                   | Coureur                 | Pos                   |
| 61                    | Sjoerd Bax (NED)        | 49e                   |
| 62                    | George Bennett (NZL)    | 9e                    |
| 63                    | Alessandro Covi (ITA)   | 42e                   |
| 64                    | Finn Fisher-Black (NZL) | 37e                   |
| 65                    | Marc Hirschi (SUI)      | 8e                    |
| 66                    | Jay Vine (AUS)          | 28e                   |
| 67                    | Michael Vink (NZL)      | AB                    |

| Arkéa-Samsic ARK | Arkéa-Samsic ARK       | Arkéa-Samsic ARK |
| ---------------- | ---------------------- | ---------------- |
| Num              | Coureur                | Pos              |
| 71               | Élie Gesbert (FRA)     | 23e              |
| 72               | Mathis Le Berre (FRA)  | 66e              |
| 73               | Alessandro Verre (ITA) | 54e              |
| 74               | Ewen Costiou (FRA)     | 70e              |
| 75               | Hugo Hofstetter (FRA)  | 60e              |
| 76               | Łukasz Owsian (POL)    | 55e              |
| 77               | Kévin Ledanois (FRA)   | 11e              |

| Team Jayco AlUla JAY | Team Jayco AlUla JAY   | Team Jayco AlUla JAY |
| -------------------- | ---------------------- | -------------------- |
| Num                  | Coureur                | Pos                  |
| 81                   | Luke Durbridge (AUS)   | 72e                  |
| 82                   | Lucas Hamilton (AUS)   | 36e                  |
| 83                   | Michael Hepburn (AUS)  | 73e                  |
| 84                   | Campbell Stewart (NZL) | AB                   |
| 85                   | Kelland O'Brien (AUS)  | 21e                  |
| 86                   | Michael Matthews (AUS) | 4e                   |
| 87                   | Simon Yates (GBR)      | 47e                  |

| Team DSM DSM | Team DSM DSM           | Team DSM DSM |
| ------------ | ---------------------- | ------------ |
| Num          | Coureur                | Pos          |
| 92           | Matthew Dinham (AUS)   | 30e          |
| 93           | Chris Hamilton (AUS)   | 51e          |
| 94           | Marius Mayrhofer (GER) | 1er          |
| 95           | Romain Combaud (FRA)   | 59e          |
| 96           | Tim Naberman (NED)     | 77e          |
| 97           | Martijn Tusveld (NED)  | 58e          |

| Trek-Segafredo TFS | Trek-Segafredo TFS       | Trek-Segafredo TFS |
| ------------------ | ------------------------ | ------------------ |
| Num                | Coureur                  | Pos                |
| 101                | Filippo Baroncini (ITA)  | 40e                |
| 102                | Marc Brustenga (ESP)     | NP                 |
| 103                | Tony Gallopin (FRA)      | 19e                |
| 104                | Asbjørn Hellemose (DEN)  | NP                 |
| 105                | Emīls Liepiņš (LAT)      | 67e                |
| 106                | Natnael Tesfatsion (ERI) | 13e                |
| 107                | Antonio Tiberi (ITA)     | 16e                |

| Israel-Premier Tech IPT | Israel-Premier Tech IPT  | Israel-Premier Tech IPT |
| ----------------------- | ------------------------ | ----------------------- |
| Num                     | Coureur                  | Pos                     |
| 111                     | Daryl Impey (RSA)        | 26e                     |
| 112                     | Corbin Strong (NZL)      | 5e                      |
| 113                     | Simon Clarke (AUS)       | 3e                      |
| 114                     | Taj Jones (AUS)          | 80e                     |
| 115                     | Sebastian Berwick (AUS)  | 33e                     |
| 116                     | Christopher Froome (GBR) | AB                      |
| 117                     | Derek Gee (CAN)          | 62e                     |

| Bolton Equities Black Spoke Pro Cycling BEB | Bolton Equities Black Spoke Pro Cycling BEB | Bolton Equities Black Spoke Pro Cycling BEB |
| ------------------------------------------- | ------------------------------------------- | ------------------------------------------- |
| Num                                         | Coureur                                     | Pos                                         |
| 121                                         | James Fouché (NZL) (route)                  | 20e                                         |
| 122                                         | James Oram (NZL)                            | 29e                                         |
| 123                                         | Logan Currie (NZL)                          | 43e                                         |
| 124                                         | Luke Mudgway (NZL)                          | 78e                                         |
| 125                                         | Tom Sexton (NZL)                            | 68e                                         |
| 126                                         | George Jackson (NZL)                        | AB                                          |
| 127                                         | Aaron Gate (NZL)                            | 12e                                         |

| UniSA-Australia AUS | UniSA-Australia AUS   | UniSA-Australia AUS |
| ------------------- | --------------------- | ------------------- |
| Num                 | Coureur               | Pos                 |
| 131                 | Caleb Ewan (AUS)      | 6e                  |
| 132                 | Jarrad Drizners (AUS) | 63e                 |
| 133                 | Zac Marriage (AUS)    | 75e                 |
| 134                 | Liam Walsh (AUS)      | 48e                 |
| 135                 | Kane Richards (AUS)   | 64e                 |
| 136                 | Declan Trezise (AUS)  | 69e                 |
| 137                 | Elliot Schultz (AUS)  | 50e                 |